# Petrus Cantor
Petrus Cantor (französisch Pierre le Chantre) (* ca. 1130 in Hodenc-en-Bray; † 1197 in Longpont) war ein französischer römisch-katholischer Theologe der Scholastik und Kantor in der Kathedrale Notre-Dame de Paris. Er kommentierte das Alte und das Neue Testament, schrieb auch eine Monografie (1170) über das Bußsakrament.
Geboren in der Region Beauvaisis, besuchte er die Domschule von Reims. 1171 wurde Petrus Kanoniker an der Pariser Kathedrale, erhielt 1184 die Stelle als Kantor und Leiter der Chorschule. Eine Berufung als Bischof von Tournai scheiterte, eine Wahl zum Bischof von Paris nahm er nicht an. 1196 war er als Kirchenrechtsexperte im Scheidungsverfahren von König Philipp-August gegen die verstoßene Ingeborg von Dänemark beteiligt, wobei Papst Coelestin III. diese Scheidung ablehnte. Als Petrus nach seiner Wahl zum Dekan im Domkapitel von Reims 1197 dorthin reiste, erkrankte er im Kloster Longpont, wo er verstarb.
Jacques Le Goff gab Petrus Cantor als einen Urheber der Vorstellung eines Fegefeuers an, weil er vom purgatorium als Substantiv geschrieben habe.

## Schriften
- Patrologia Latina, 205, col. 9-554[3]
- Summa De Sacramentis et Animae Consiliis, ed. Jean-Albert Dugauquier, Louvain, Louvain University Press, 1954–1967.
- Verbum Abbreviatum Petri Cantoris Parisiensis. Verbum adbreviatum. Textus conflatus, éd. Monique Boutry, in: Corpus Christianorum. Continuatio Mediaevalis, 196, Turnhout, Brepols, 2004[4]
- Verbum abbreviatum

## Einzelbelege
1. ↑  Raoul de Houdenc: The Songe d'Enfer of Raoul de Houdenc: An Edition Based on All the Extant Manuscripts. Walter de Gruyter GmbH & Co KG, 2015, ISBN 978-3-11-132905-5 (google.de [abgerufen am 27. Januar 2022]).
2. ↑  Vera von der Osten-Sacken: Jakob von Vitrys »Vita Mariae Oigniacensis«: Zu Herkunft und Eigenart der ersten Beginen. Vandenhoeck & Ruprecht, 2010, ISBN 978-3-647-10102-6 (google.de [abgerufen am 27. Januar 2022]).
3. ↑  1130-1197 - Petrus Cantor\ - Operum Omnium Conspectus seu 'Index of available Writings'. Abgerufen am 27. Januar 2022.
4. ↑  https://www.recensio.net/rezensionen/zeitschriften/sehepunkte/14/09/petrus-cantor-parisiensis

| Personendaten    | Personendaten                               |
| ---------------- | ------------------------------------------- |
| NAME             | Petrus Cantor                               |
| ALTERNATIVNAMEN  | Pierre le Chantier                          |
| KURZBESCHREIBUNG | Theologe und Kantor an Notre Dame von Paris |
| GEBURTSDATUM     | um 1130                                     |
| GEBURTSORT       | Hodenc-en-Bray                              |
| STERBEDATUM      | 1197                                        |
| STERBEORT        | Longpont                                    |